# Józef Peszka

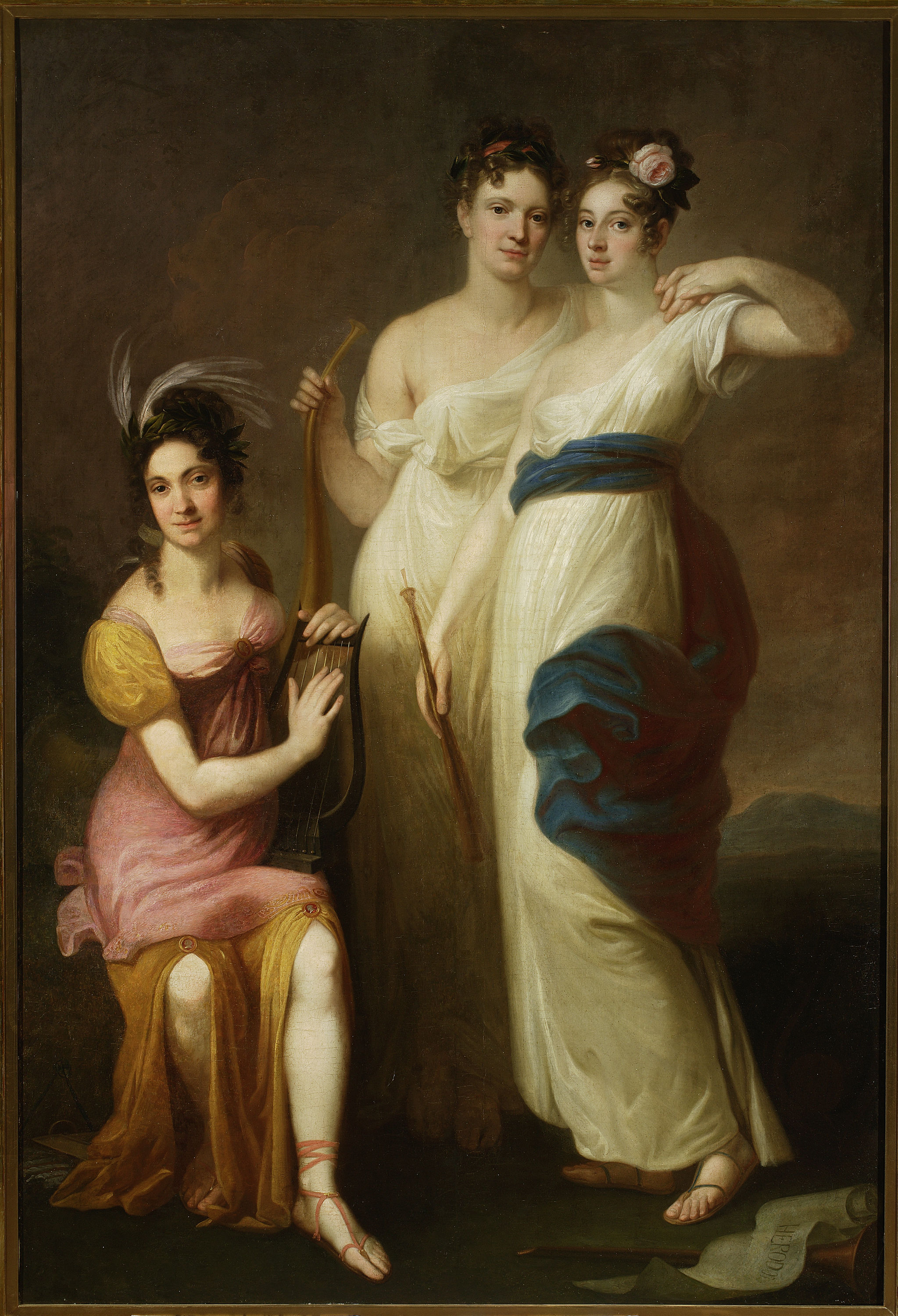
Die drei Musen.

Józef Peszka (* 19. Februar 1767 in Krakau; † 4. September 1831 ebenda) war ein polnischer Maler.

## Leben
Peszka begann seine Kunstausbildung in Krakau bei Dominik Oesterreicher (1750–1809) und setzte diese ab 1786 in Warschau bei Franciszek Smuglewicz fort. Dank Hugo Kołłątaj wurde er in patriotischen Kreisen um den Vierjährigen Sejm bekannt, was ihm die Möglichkeit gab, elf Porträts von bedeutenden Persönlichkeiten des Sejm zu malen. 1813 kehrte er nach Krakau zurück, wo er die Akademie der Bildenden Künste mitorganisierte und dort 1817 Professor wurde.
Zunächst war Peszka ein Porträtmaler, später stellten seine Bilder auch historische und religiöse Themen sowie Landschaften dar.